# Thành Sam Mứn
Thành Sam Mứn hay thành Tam Vạn là một di tích lịch sử, ở bản Pom Lót, xã Sam Mứn, huyện Điện Biên, tỉnh Điện Biên. Theo tiếng dân tộc Thái thì Sam Mứn có nghĩa là Tam Vạn.
Di tích đã được Bộ Văn hóa, Thể thao và Du lịch xếp hạng di tích lịch sử cấp quốc gia theo Quyết định 310/QĐ-BVHTTDL ngày 22/01/2009 .

## Vị trí
Vị trí thành Sam Mứn ngày nay được xác định ở bản Pom Lót, xã Sam Mứn, ở phần cuối phía nam thung lũng Mường Thanh. Từ trung tâm Thành phố Điện Biên Phủ đi theo quốc lộ 279 (đường trục thung lũng) đến Pom Lót, dài chừng 12 km. Hiện tại, dấu tích còn lại đến nay chỉ là đoạn tường thành dài 3 km tại đồi Pom Lót, khu núi cao cạnh hồ U Va. Đó là đỉnh núi Pú Chom Chảnh - nơi đặt đài quan sát để có thể bao quát được cả thung lũng Mường Thanh.

## Lịch sử
Theo Đại Nam nhất thống chí, thành Tam Vạn nằm ở xã Ba Man, châu Ninh Biên, do Hoàng Công Thư xây vào năm Vĩnh Hựu thời Lê Ý Tông.
Theo truyền thuyết địa phương, thành Sam Mứn do các chúa Lự xây dựng vào khoảng thế kỷ XI, được dùng làm căn cứ chống lại lãnh chúa địa phương ở phương Bắc sang xâm lấn. Thành là căn cứ thủ phủ của 19 đời chúa Lự kế tiếp nhau cha truyền con nối cai quản đất Mường Thanh. Đến khi người Thái đến định cư ở Mười Thanh, văn hóa Thái bắt đầu có ảnh hưởng tới văn hóa của người Lự. Các chúa Thái cũng dần dần nắm được quyền cai trị thay cho các chúa Lự. Tuy nhiên, thành Sam Mứn vẫn là căn cứ chính của người Lự cai trị ở vùng Tây Bắc.
Đầu thế kỷ XVIII, người Phẻ do Phạ Chẩu Tin Toòng (có thuyết gọi là Phạ Chẩu Tín Toòng), từ phía Bắc tràn sang xâm lược, cướp phá vùng Mường Thanh đến tận Thuận Châu (Sơn La), chấm dứt sự cai quản của các chúa Lự. Họ lấy thành Sam Mứn làm căn cứ và mở rộng đàn áp khiến người Lự không thể chống trả được. Hai thủ lĩnh người Thái là Lò Văn Ngải, Lò Văn Khanh đứng lên tập hợp, lãnh đạo dân Mường Thanh chống cự, nhưng do lực yếu, nên chịu nhiều tổn thất, phải rút lên vùng núi cao bảo toàn lực lượng. Đến năm 1751, khi Hoàng Công Chất rút lui từ Sơn Nam Hạ vào vùng thượng du Thanh Hoa rồi sang Ai Lao để củng cố xây dựng lực lượng; hai thủ lĩnh người Thái đã đến liên kết để cùng chống lại người Phẻ và xây dựng căn cứ nghĩa quân. Sau khi lực lượng đủ mạnh, liên quân bắt đầu tiến từ vùng sông Mã (huyện Sông Mã ngày nay) lên bao vây thành Sam Mứn. Sau nhiều trận đánh ác liệt bao vây Mường Thanh, cuối cùng tháng 5 năm 1754, thành Sam Mứn cũng bị hạ, Phạ Chẩu Tin Toòng bỏ thành chạy đến Pú Văng (chân đồi Độc Lập) rồi bị nghĩa quân bắt được.
Sau khi kiểm soát được vùng Mường Thanh, Hoàng Công Chất quyết định đóng quân trong thành Sam Mứn, củng cố vùng Mường Thanh làm căn cứ địa lâu dài, biến Mường Thanh thành trung tâm, thủ phủ của một vùng rộng lớn ở phía Bắc. Đến năm 1758, Hoàng Công Chất quyết định xây dựng thành Bản Phủ. Sau 4 năm xây dựng (từ năm 1758 - 1762), thành Bản Phủ hoàn thành, nghĩa quân đã chuyển địa bàn đóng quân sang thành Bản Phủ.